# Albena
Albena (bulharsky: Албена) je přímořský resort a lázeňské středisko na pobřeží Černého moře, nachází se na severovýchodě Bulharska, asi 10 kilometrů od města Balčik a asi 50 kilometrů od hranice s Rumunskem. Je obsluhováno letištěm ve Varně, která je vzdálena asi 30 kilometrů. Je to třetí největší letovisko v Bulharsku.
Podle Albeny se jmenuje Albenský poloostrov na Brabantském ostrově v Antarktidě.

## Název
Albena se jmenuje podle Albeny, postavy z divadelní hry Jordana Jovkova.

## Historie
Albena byla postavena na zelené louce v 60. letech 20. století. Otevřena veřejnosti byla 24. srpna 1969. Sloužila jako přímořské středisko, později byly otevřeny také lázně (zaměřené především na poruchy pohybového aparátu a nervové soustavy).
V roce 2019 se stala Albena "Evropským sportovním resortem", toto ocenění uděluje skupina ACES (uděluje mj. také cenu evropského hlavního města sportu). Je to první resort vůbec, kterému bylo toto ocenění uděleno.

## Popis
Albena je komplex 33 hotelů, které jsou většinou v blízkosti pláže nebo přilehlého parku. Albena nabízí asi 5 kilometrů pláží, které jsou někdy široké až 150 metrů.
90 % návštěvníků Albeny jsou cizinci, kteří nepochází z Bulharska.

## Galerie

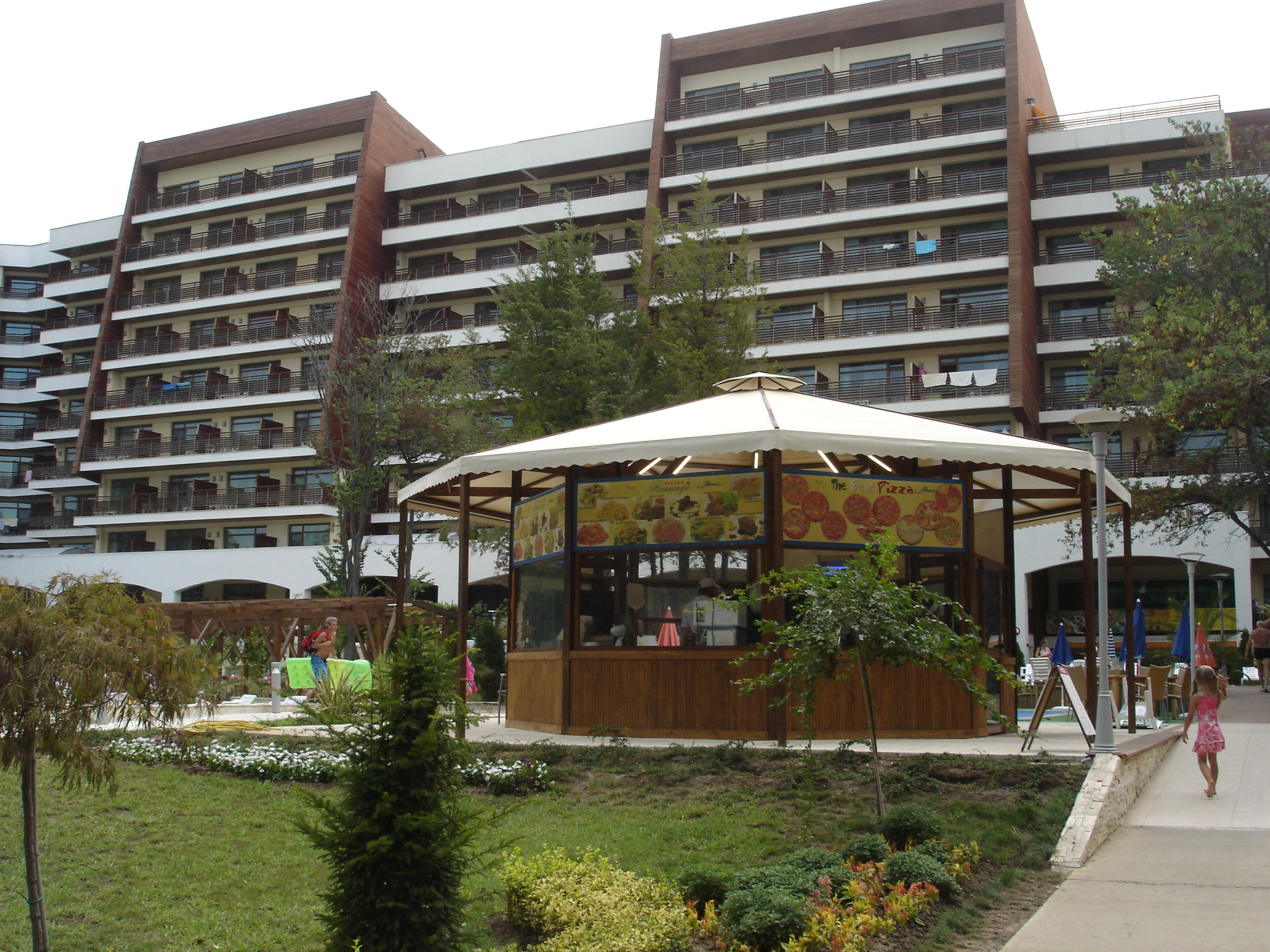
Hotel Flamingo
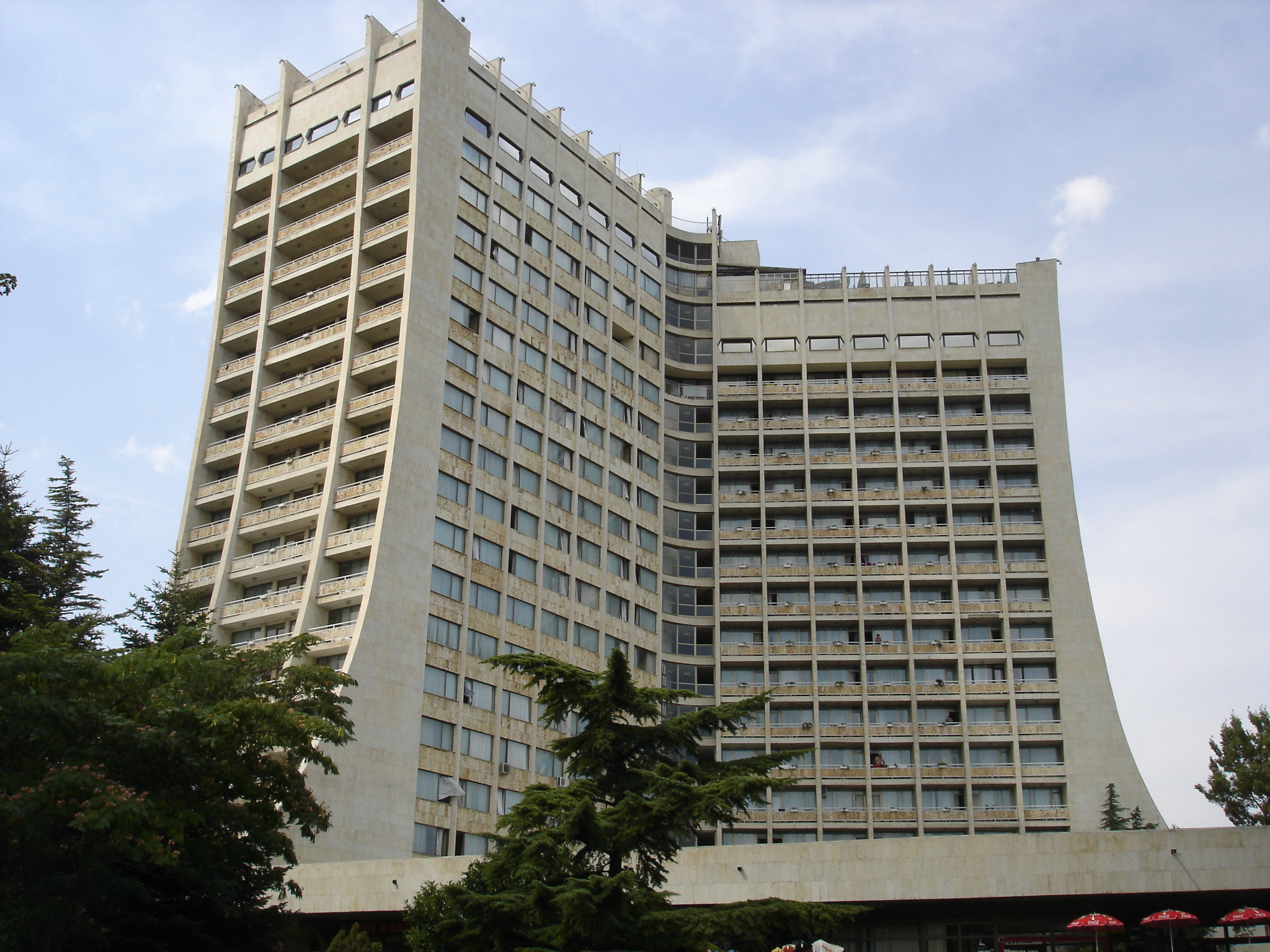
Hotel Dobrudža
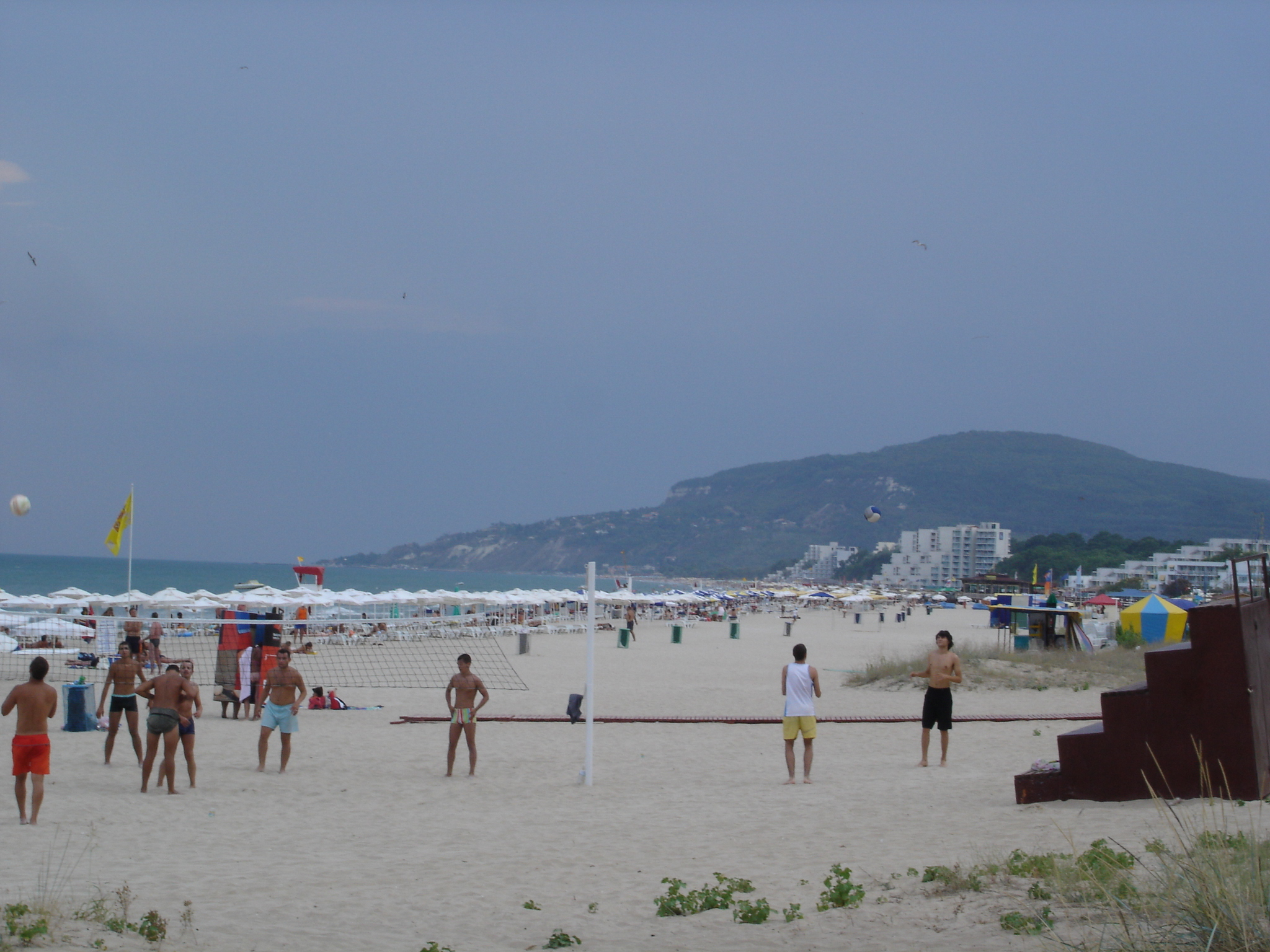
Pláž
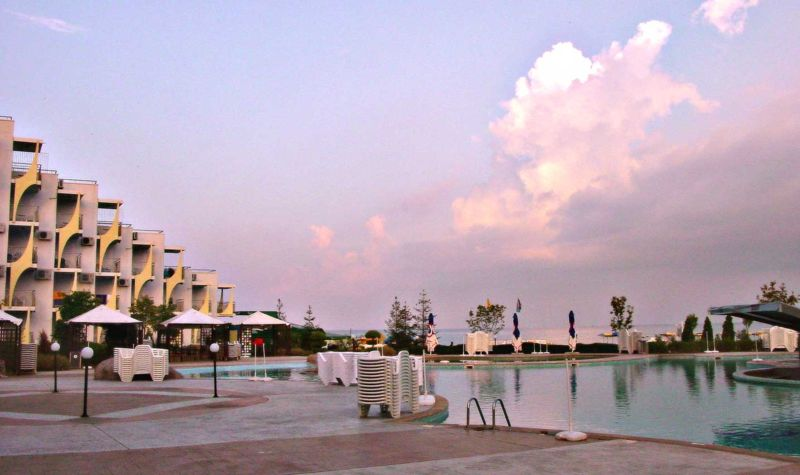
Albena při stmívání